# Филадельфия (фильм)
«Филаде́льфия» (англ. Philadelphia) — юридическая драма режиссёра Джонатана Демми. В основу сюжета положена реальная история адвоката Джеффри Бауэрса, который в 1987 году подал в суд на юридическую фирму Baker & McKenzie за то, что был незаконно и несправедливо из неё уволен. Главные роли исполнили Том Хэнкс и Дензел Вашингтон. Автором заглавной песни к фильму «Streets of Philadelphia» выступил Брюс Спрингстин.
Картина завоевала две премии «Оскар» — за актёрскую работу Тома Хэнкса и песню Брюса Спрингстина, две премии «Золотой глобус», четыре премии «Грэмми», номинацию на премию BAFTA и призы международных кинофестивалей. «Филадельфия» стал одним из первых фильмов на тему гомосексуальности, СПИДа и гомофобии.

## Сюжет
Процветающего молодого адвоката Эндрю Бэккетта увольняют с работы — из юридической фирмы «Вайлт Вивер» — по причине его «некомпетентности». Истинный же мотив увольнения иной: менеджерам стало известно, что он больной СПИДом гомосексуал. Эндрю решает судиться со своими бывшими работодателями и ищет себе представителя в суде. Но все адвокаты, к которым он обращается, отказываются ему помогать. Так первоначально поступает и чернокожий социальный адвокат-гомофоб Джо Миллер, который боится заразиться ВИЧ, сделав рукопожатие. Эндрю решает защищать свои интересы в суде самостоятельно. В библиотеке он находит соответствующий закон и здесь же случайно встречает Джо, который во имя законности и справедливости соглашается вести его дело.

## В ролях
| Актёр            | Роль            |
| ---------------- | --------------- |
| Том Хэнкс        | Эндрю Бекетт    |
| Дензел Вашингтон | Джо Миллер      |
| Мэри Стинберджен | Белинда Конин   |
| Антонио Бандерас | Мигель Альварес |
| Джейсон Робардс  | Чарльз Уилер    |
| Джоанн Вудворд   | Сара Беккетт    |
| Энн Дауд         | Джилл Беккетт   |
| Роберт Риджли    | Уолтер Кентон   |
| Брэдли Уитфорд   | Джейми Коллинз  |
| Трейси Уолтер    | библиотекарь    |

## Создание
Фильм стал второй высокобюджетной картиной Голливуда, в которой геи и лесбиянки изображены реалистично. Картина изначально содержала сцены близости между героями Хэнкса и Бандераса, в том числе одну постельную сцену. В некоторые DVD-издания фильма она включена.
Семья Джеффри Бауэрса подала в суд на создателей фильма, которые использовали историю жизни Бауэрса в качестве основы сюжета без соответствующего разрешения. Члены семьи утверждали, что 54 сцены фильма настолько похожи на события жизни Бауэрса, что нет никакого сомнения, что именно его история стала известна кинематографистам из интервью членов семьи и легла в основу сюжета. Вскоре иск был отозван в результате соглашения, подробности которого неизвестны. Создатели фильма признались, что фильм действительно основан в том числе и на событиях жизни Бауэрса.
Во время работы над ролью Том Хэнкс сбросил почти 12 кг веса.
Режиссёр Джонатан Демме хотел, чтобы люди, не знакомые с проблемой СПИДа, обязательно посмотрели его картину. Для привлечения зрителя он включил в фильм песню «Streets of Philadelphia», которая способствовала повышению уровня информированности о проблемах СПИДа.

## Саундтрек
В фильме звучат следующие музыкальные композиции:
| №  | Название композиции            | Исполнитель         |
| -- | ------------------------------ | ------------------- |
| 1  | Streets of Philadelphia        | Брюс Спрингстин     |
| 2  | Philadelphia                   | Нил Янг             |
| 3  | Yes Means Yes                  | Sensible Shoes      |
| 4  | Please Send Me Someone to Love | Sade                |
| 5  | I Don’t Wanna Talk About It    | Indigo Girls        |
| 6  | Laudate Dominum                | Барбара Хендрикс    |
| 7  | Sister Rosa                    | Neville Brothers    |
| 8  | Ibo Lele (Dreams Come True)    | RAM                 |
| 9  | It’s in Your Eyes              | Pauletta Washington |
| 10 | All the Way                    | Гэри Гётцман        |
| 11 | God Rest Ye Merry Gentlemen    | Сирилл Уоттерс      |
| 12 | Non temer amato bene           | Люсия Попп          |
| 13 | Have You Ever Seen the Rain?   | Spin Doctors        |
| 14 | Dulcissimum Convivium          | Барбара Хендрикс    |
| 15 | Lovetown                       | Питер Гэбриэл       |
| 16 | Heaven                         | Q. Lazzarus         |
| 17 | Mr. Sandman                    | The Flirtations     |
| 18 | La Mamma Morta                 | Мария Каллас        |
| 19 | O nume tutelar                 | Мария Каллас        |
| 20 | Ebben? Ne andrò lontana        | Мария Каллас        |
| 21 | Ecco: respiro appena           | Мария Каллас        |

## Критика
Фильм был хорошо встречен критиками, получив 74 процента «свежего» рейтинга на сайте Rotten Tomatoes, а также 87 процентов рейтинга пользователей. Картина заняла 20-е место в списке 100 самых вдохновляющих американских фильмов за 100 лет, а Эндрю Бэккетт находится на 49 месте списка 100 лучших героев и злодеев по версии Американского института кино.